# André Morgenstond
André Conrad Morgenstond (Paramaribo, 20 februari 1914) is een voormalig Surinaams ambtenaar en politicus van de Nationale Partij Suriname (NPS).
Hij werd geboren als zoon van Willem Eduard Morgenstond (*1879) en Francis Alexandrina Smit Meo (1879-1961). Zijn vader was zeilmaker bij de spoorwegen. Zelf was hij werkzaam bij het Domeinkantoor en na een opleiding tot surnumerair werd hij in 1938 bij de Gouvernementssecretarie aangesteld als schrijver in losse dienst. Drie jaar later werd hij in plaats van een tijdelijk geplaatst ambtenaar een surnumerair in algemene dienst. Begin 1944 werd hij overgeplaatst van het Domeinkantoor naar het Departement van Landbouw - Economische Zaken en later dat jaar volgde overplaatsing naar het hypotheekkantoor. Hij was toen klerk maar promoveerde in 1945 tot adjunct-commies, in 1947 tot commies en in 1949 tot hoofdcommies.
Naast zijn werk als ambtenaar was Morgenstond actief in de politiek. Bij de parlementsverkiezingen van 1955 was hij schaduwkandidaat voor de NPS maar die partij verloor toen bijna alle zetels in het parlement. Drie jaar later waren er weer verkiezingen en nadat twee NPS-Statenleden minister werden kwam hij in de Staten van Suriname. Morgenstond zou tot 1969 Statenlid blijven.
Hij was hoofdambtenaar ter beschikking op het Departement van Financiën tot hij in maart 1979 met pensioen ging.